# Taekwondo ai Giochi della XXIX Olimpiade

## Calendario
| Uomini | 58 kg | 68 kg | 80 kg | +80 kg | 4 |
| Donne  | 49 kg | 57 kg | 67 kg | +67 kg | 4 |
| Totale | 2     | 2     | 2     | 2      | 8 |

|  | Qualificazioni |  | FINALI |

## Podi

### Uomini
| Evento                  | Oro             | Argento                | Bronzo                                     |
| fino a 58 kg (dettagli) | Guillermo Pérez | Yulis Gabriel Mercedes | Rohullah Nikpai Chu Mu-Yen                 |
| fino a 68 kg (dettagli) | Son Tae-Jin     | Mark Lopez             | Sung Yu-Chi Servet Tazegül                 |
| fino a 80 kg (dettagli) | Hadi Saei       | Mauro Sarmiento        | Steven López Guo Zhu                       |
| oltre 80 kg (dettagli)  | Dongmin Cha     | Alexandros Nikolaidis  | Arman Chilmanov Chika Yagazie Chukwumerije |

### Donne
| Evento                  | Oro                        | Argento          | Bronzo                            |
| fino a 49 kg (dettagli) | Wu Jingyu                  | Buttree Puedpong | Daynellis Montejo Dalia Contreras |
| fino a 57 kg (dettagli) | Lim Su-Jeong               | Azize Tanrikulu  | Diana López Martina Zubčić        |
| fino a 67 kg (dettagli) | Kyungseon Hwang            | Karine Sergerie  | Gwladys Épangue Sandra Šarić      |
| oltre 67 kg (dettagli)  | María del Rosario Espinoza | Nina Solheim     | Natalia Falavigna Sarah Stevenson |

## Medagliere
| Posizione | Paese           |   |   |    | Totale |
| --------- | --------------- | - | - | -- | ------ |
| 1         | Corea del Sud   | 4 | 0 | 0  | 4      |
| 2         | Messico         | 2 | 0 | 0  | 2      |
| 3         | Cina            | 1 | 0 | 1  | 2      |
| 4         | Iran            | 1 | 0 | 0  | 1      |
| 5         | Stati Uniti     | 0 | 1 | 2  | 3      |
| 6         | Turchia         | 0 | 1 | 1  | 2      |
| 7         | Rep. Dominicana | 0 | 1 | 0  | 1      |
| 7         | Canada          | 0 | 1 | 0  | 1      |
| 7         | Grecia          | 0 | 1 | 0  | 1      |
| 7         | Italia          | 0 | 1 | 0  | 1      |
| 7         | Norvegia        | 0 | 1 | 0  | 1      |
| 7         | Thailandia      | 0 | 1 | 0  | 1      |
| 13        | Croazia         | 0 | 0 | 2  | 2      |
| 13        | Taipei cinese   | 0 | 0 | 2  | 2      |
| 15        | Afghanistan     | 0 | 0 | 1  | 1      |
| 15        | Brasile         | 0 | 0 | 1  | 1      |
| 15        | Cuba            | 0 | 0 | 1  | 1      |
| 15        | Francia         | 0 | 0 | 1  | 1      |
| 15        | Regno Unito     | 0 | 0 | 1  | 1      |
| 15        | Kazakistan      | 0 | 0 | 1  | 1      |
| 15        | Nigeria         | 0 | 0 | 1  | 1      |
| 15        | Venezuela       | 0 | 0 | 1  | 1      |
| Totale    | Totale          | 8 | 8 | 16 | 32     |